# Lajoskomárom
Lajoskomárom é uma vila da Hungria, situada no condado de Fejér. Tem 75,67 km² de área e sua população em 2019 foi estimada em 2.226 habitantes.